# Colonia Primero de Mayo, San Luis Potosí
Colonia Primero de Mayo är en ort i Mexiko.   Den ligger i kommunen Tancanhuitz och delstaten San Luis Potosí, i den centrala delen av landet, 240 km norr om huvudstaden Mexico City. Colonia Primero de Mayo ligger 137 meter över havet och antalet invånare är 270.
Terrängen runt Colonia Primero de Mayo är huvudsakligen lite kuperad. Colonia Primero de Mayo ligger nere i en dal. Runt Colonia Primero de Mayo är det ganska tätbefolkat, med 124 invånare per kvadratkilometer. Närmaste större samhälle är Tancanhuitz de Santos, 8,0 km väster om Colonia Primero de Mayo. I omgivningarna runt Colonia Primero de Mayo växer huvudsakligen savannskog.